# Ferran Garcia Moreno
Ferran Garcia Moreno (Taradell, 1971) és un escriptor català.
Autor de contes (Deu relats ecofuturistes, Cryptshow/Editorial Males Herbes, 2016), poesia (Larva, Lleonard Muntaner Editor, Premi Pare Colom, 2016), i novel·la (Recorda que moriràs, Editorial Males Herbes, 2016, Blasfèmia, Editorial Males Herbes, 2019). El seu estil destaca per combinar elements foscos, cruels i tenebrosos, amb d'altres plens de bellesa i lirisme.
El 2022 va publicar Guilleries, que va tenir una bona recepció per part de la crítica. La seva última novel·la és Sau, publicada el 2025.